# Vicia cracca

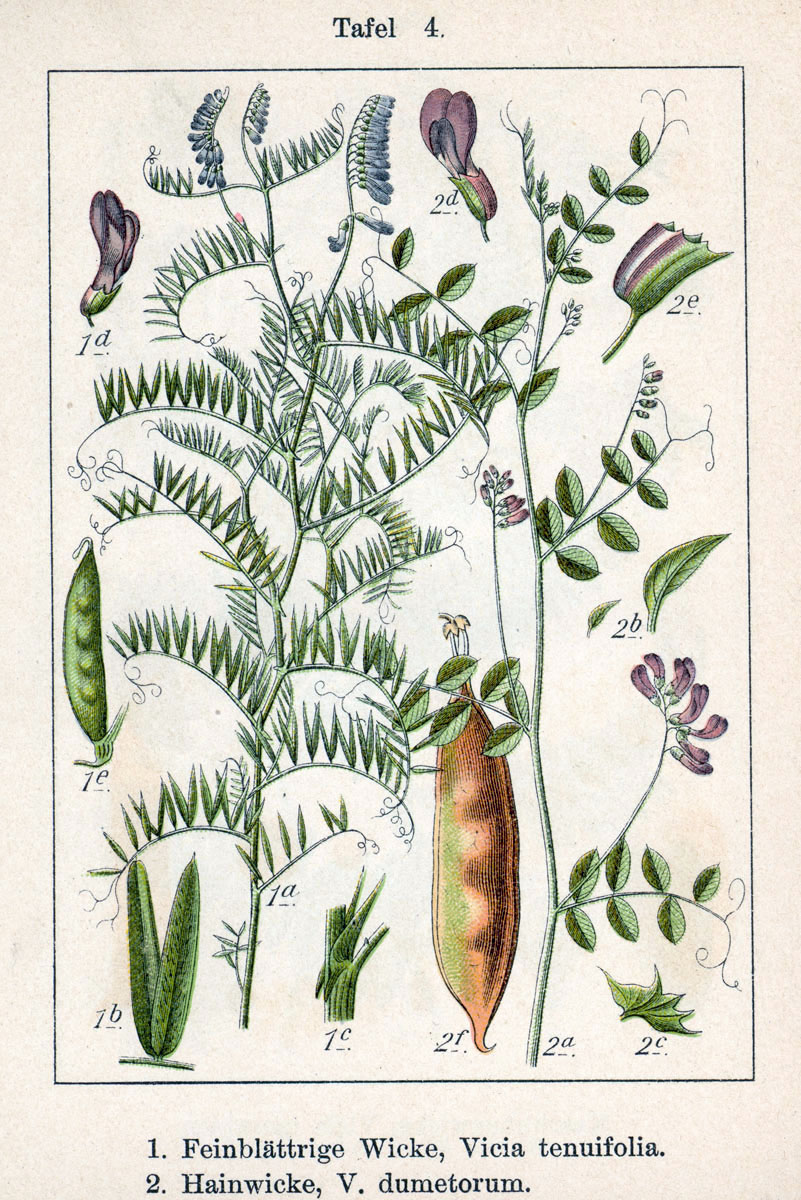
Ilustración

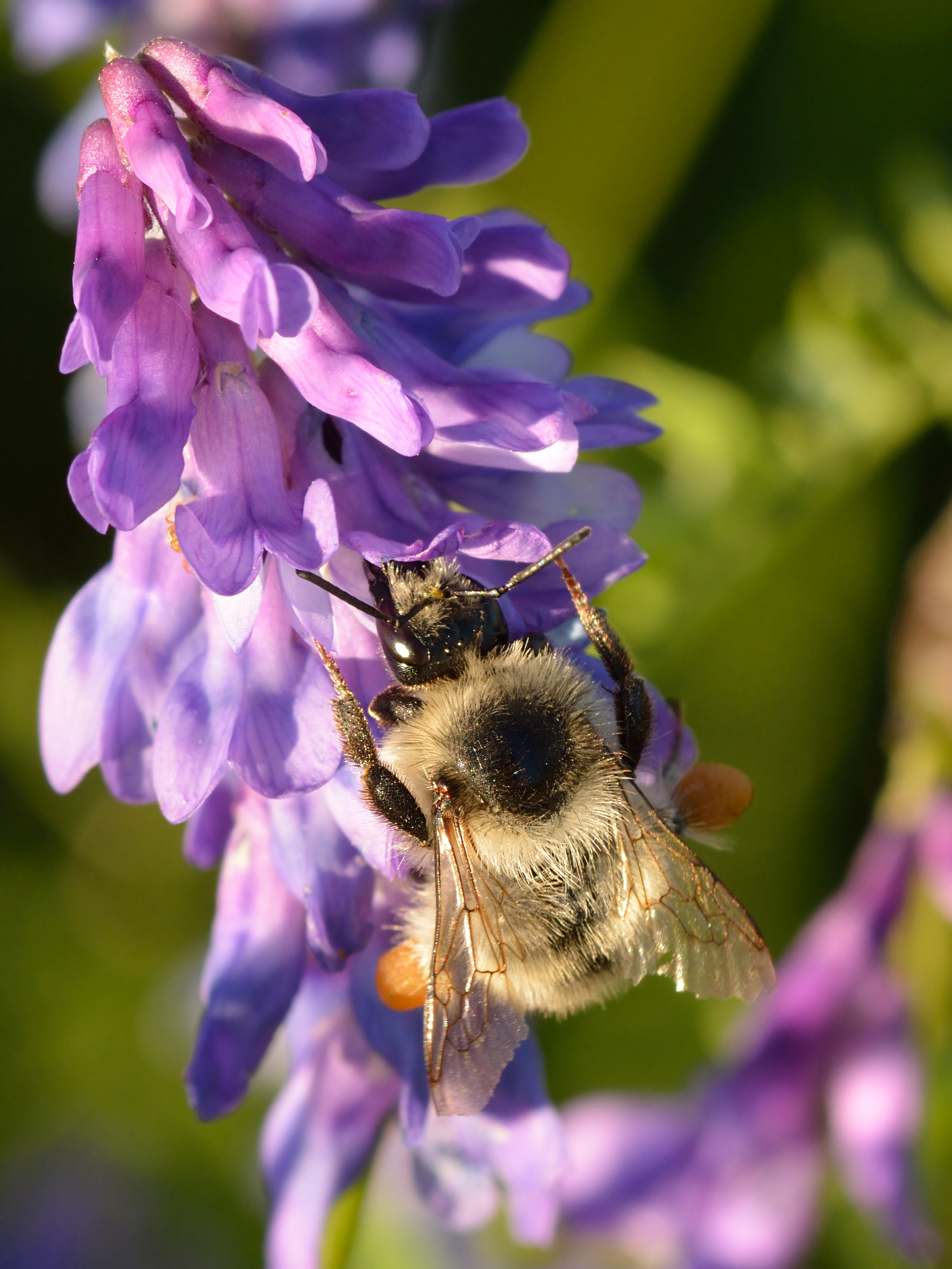

Vicia cracca,  la arveja silvestre (que no debe confundirse con la arveja o guisante común) es una planta trepadora silvestre de la familia de las fabáceas. 

## Descripción
Sus tallos pubescentes alcanzan los 2 m de altura. Tiene hojas pinnadas con hasta doce foliolos, acabados en zarcillos, de contorno lanceolado. Las inflorescencias están formadas por hasta 40 flores azuladas, con el cáliz marcadamente más largo que el tubo, que salen de un largo pedúnculo. Los frutos, como en todas las especies del género, se presentan en vainas delgadas que miden hasta 3 cm de longitud. 
Es muy similar a otras especies del género, diferenciándose sobre todo por la forma de sus hojas y frutos.l

## Hábitat
Se encuentra generalmente en sitios húmedos, orillas de ríos, laderas de caminos, setos o campos de cultivo.

## Distribución
Se encuentra en sotos, prados, herbazales húmedos en la orla del quejigal, pinar, hayedo y bosques de ribera; a una altitud de 0-1950 metros en casi toda Europa, N, NE y W de Asia y Norte de África; introducida en Norteamérica. N de España y Sistema Ibérico.

## Taxonomía
Vicia cracca fue descrita por Carlos Linneo y publicado en Species Plantarum 2: 735. 1753.
Citología
Número de cromosomas de Vicia cracca (Fam. Leguminosae) y táxones infraespecíficos: 2n=12
Etimología
Vicia: nombre genérico que deriva del griego bíkion, bíkos, latinizado vicia, vicium = la veza o arveja (Vicia sativa L., principalmente).
cracca: epíteto
Subespecies
- Vicia cracca ssp. cracca
- Vicia cracca var. canescens Franch. & Sav.
- Vicia cracca var. japonica Miq.

Sinonimia:
- Vicia hiteropus Freyn
- Vicia lilacina Ledeb.
- Cracca major Gren. & Godr.
- Vicia heteropus Freyn
- Vicia macrophylla (Maxim.)B.Fedtsch.
- Vicia oiana Honda
- Vicia oreophila Zertova
- Vicia variabilis Grossh.[4]

## Nombre común
- Castellano: alberjacas, algarrobilla de monte, alvejón, alverja, alverja silvestre, alverjana, alverjón, arbeja de caballo, arveja, arverjas, becilla, cracca, haba-cracca, mata soberbia, verza, vesa, veza, vicia, zapatetas locas.[5]